# Le Bonhomme
Le Bonhomme je francouzská obec v departementu Haut-Rhin v regionu Grand Est. V roce 2014 zde žilo 798 obyvatel.

## Poloha obce
Obec leží u hranic departementu Haut-Rhin s departementem Vosges.
Sousední obce jsou: La Croix-aux-Mines (Vosges), Fraize (Vosges), Lapoutroie, Orbey, Plainfaing (Vosges) a Sainte-Marie-aux-Mines.

## Vývoj počtu obyvatel
Počet obyvatel